# Fritz Kautsky
Fritz Kautsky (* 9. Dezember 1857 in Prag; † 1936) war ein deutscher Bühnentechniker und Theaterausstatter in Berlin und Wien.
Fritz Kautsky war Sohn des Malers Johann Kautsky. Kautsky war Teilhaber der Hoftheatermalerfirma Gebrüder K. Kautsky & Rottonara.
Als Bühnentechniker hatte Kautsky einen guten Ruf. Der Kaiser Franz Joseph I. von Österreich besichtigte die Bühnenräume und die versenkbare Anlage im Theater Budapest und war den Nachrichten von 1884 zufolge sehr angetan.